# 15579 Richardbeattie
15579 Richardbeattie eller 2000 GP70 är en asteroid i huvudbältet som upptäcktes den 5 april 2000 av LINEAR i Socorro County, New Mexico. Den är uppkallad efter Richard Douglas Beattie.
Asteroiden har en diameter på ungefär 6 kilometer.